# Stanislav Indruch
Stanislav Indruch (Checoslovaquia, 6 de octubre de 1899-2 de febrero de 1974) fue un gimnasta artístico checoslovaco, especialista en la prueba de caballo con arcos gracias a la cual llegó a ser subcampeón mundial en 1922.

## Carrera deportiva
En el Mundial celebrado en Liubliana en 1922 consiguió la medalla de plata en la competición de caballo con arcos, quedando situado en el podio tras su compatriota Miroslav Klinger y empatado con los yugoslavos Leon Štukelj y Peter Šumi.